# Naama Latasi
Naama Maheu Latasi (morte le 16 mars 2012 à Suva) est une femme politique tuvaluane.

## Biographie
En 1966, elle fonda le jardin d'enfants Olave, nommé d'après la fondatrice du mouvement des guides, Lady Olave Baden-Powell. En 1975, Lady Latasi a joué un rôle déterminant dans la création du siège de l’Association des guides de Tuvalu à Funafuti, à la suite de la séparation des îles Ellice et Gilbert. Elle a été nommée la première commissaire des guides de Tuvalu.
En 1989, elle fut élue députée de la circonscription de Nanumea, devenant ainsi la première femme à siéger au Parlement. Elle devint également la première femme ministre du pays, obtenant le poste de ministre de la Santé, de l'Éducation et des Services communautaires. Elle occupait également, à cette date, la fonction de vice-présidente du Conseil national des femmes de Tuvalu,.
Naama Latasi perdit son siège aux élections législatives de septembre 1993, mais le Parlement se trouvant dans une impasse, sans majorité, le gouverneur général Toaripi Lauti ordonna la tenue de nouvelles élections en novembre, et Naama Latasi fut, cette fois, réélue. Son mari, Kamuta Latasi, devint Premier ministre, et elle prit part à la majorité parlementaire, sans obtenir de poste de ministre.
Naama Latasi est de père tuvaluan et de mère I-Kiribati.